# Fra Carnevale
Pour les articles homonymes, voir Carnevale.
Bartolomeo Corradini dit Fra Carnevale, né à Urbino entre 1420 et 1425 et mort dans la même ville en 1484, est un peintre et un architecte italien du quattrocento qui a été actif de 1445 à sa mort. Il fut également ingénieur à la cour du duc d'Urbino Frédéric III de Montefeltro à Urbino. Il est l’un des acteurs importants de ce que l’on appelle la Renaissance Urbinate et qui se caractérise par une attention toute particulière accordée à la géométrie, la perspective et l'architecture.

## Biographie

### Urbino
Avant 1445, il semble que Bartolomeo Corradini se soit formé auprès du peintre ferrarais Antonio Alberti alors installé depuis 1424 dans le nord des Marches.  

### Florence
Mais sa maturation artistique correspond davantage au fait qu'entre 1445 et 1446, Bartolomeo Corradini est attesté à Florence auprès de l’important atelier de Fra Filippo Lippi. Il a peut-être été envoyé par Frédéric de Montefeltro pour absorber les nouveautés de la Renaissance florentine.  

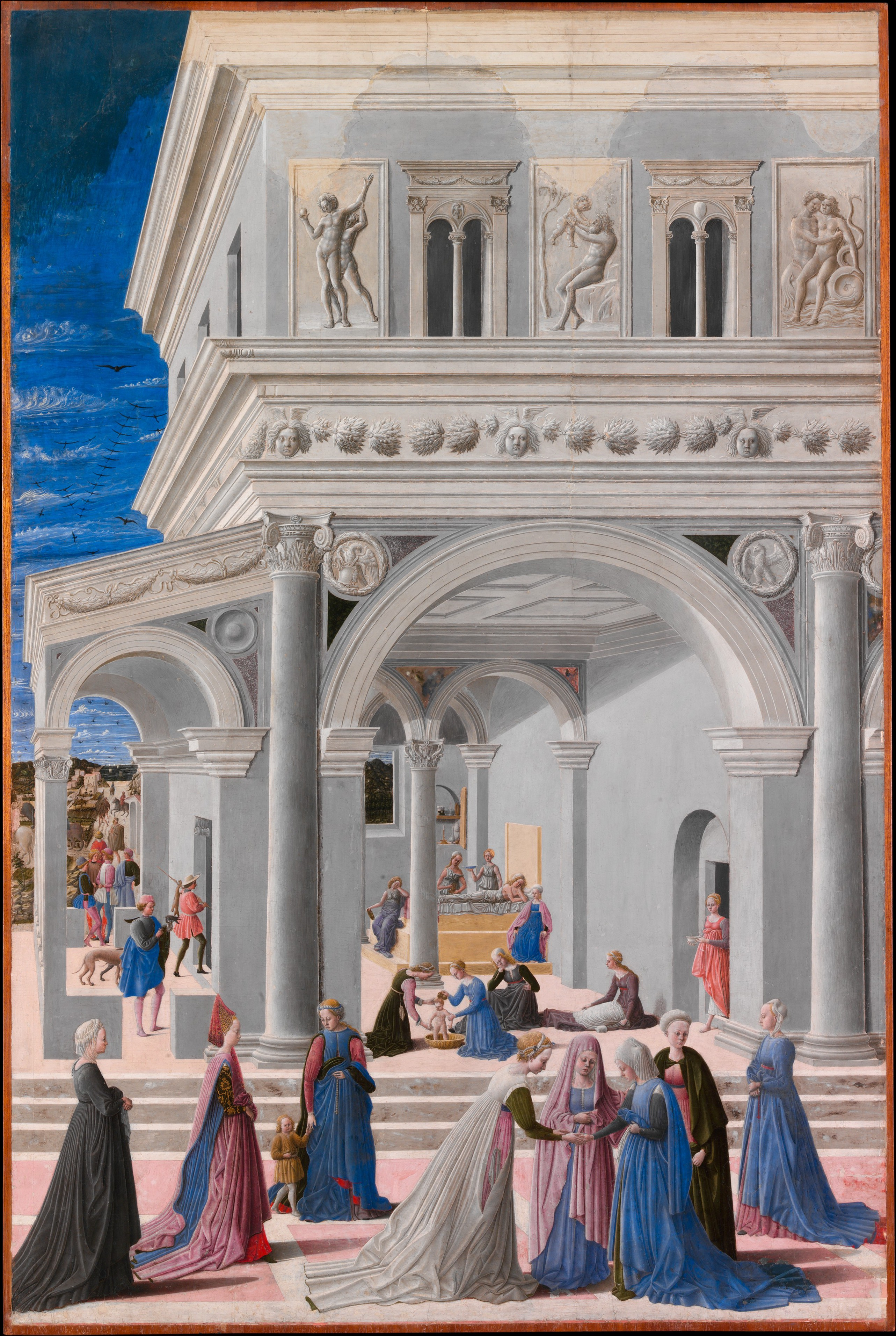
Naissance de la Vierge, tempera et huile sur bois, Metropolitan Museum of Art, New York.

Outre les enseignements de Fra Filippo Lippi, il dut intégrer, dans le creuset artistique florentin, les savoirs propres à la géométrie perspective alors développée par Brunelleschi et Leon Battista Alberti.  
La rencontre avec Domenico Veneziano, d’où il tira l’attention naturaliste flamande du détails, la prédilection pour les larges vues scénographiques et pour les couleurs claires et vives, fut fondamentale.  
Toujours à Florence, il fit probablement office d’intermédiaire dans l’envoi des premiers architectes de style renaissant à Urbino, dont Maso di Bartolomeo, déjà à Urbino en 1449.

### Retour à Urbino
De retour à Urbino, il apparaît qu’en 1449, il soit entré dans l’Ordre des Dominicains auprès du couvent de San Domenico où il prit le nom de Fra Carnevale (frère Carnaval).
Giorgio Vasari y fait allusion, dans ses Vies, quand, parlant de Bramante, il affirme que son père l’adressa à l’art de la peinture « dans laquelle il étudia beaucoup les choses de Frère Barthélemy, sinon parmi  Carnovale d’Urbino, qui fit la table de Sainte Marie de la Belle en Urbin. »
Si Fra Carnevale fut architecte, il est probable que ce ne fut seulement comme auteur de dessins de bâtiments et de reliefs décoratifs. En ce sens, il faut comprendre les nouvelles qui le donnent en 1449 et en 1451 engagé dans la construction du portail de Saint Dominique, et puis, en 1455, impliqué dans la réalisation du Dôme d'Urbino.  
À la cour cultivée et raffinée de Federico da Montefeltro, la route de Fra Carnevale dut certainement croiser celle de Piero della Francesca, bien que nous n’ayons pas d’informations précises sur leur relation.
En 1466, il reçut commande pour la réalisation d’une table destinée à l’église de Santa Maria della Bella d'Urbino.
Quant à la dernière partie de sa vie, l’engagement religieux a probablement prévalu sur l’engagement artistique. 
Il mourut en 1486, laissant des dispositions testamentaires en faveur de son couvent et de l’enseignement à la prédication.

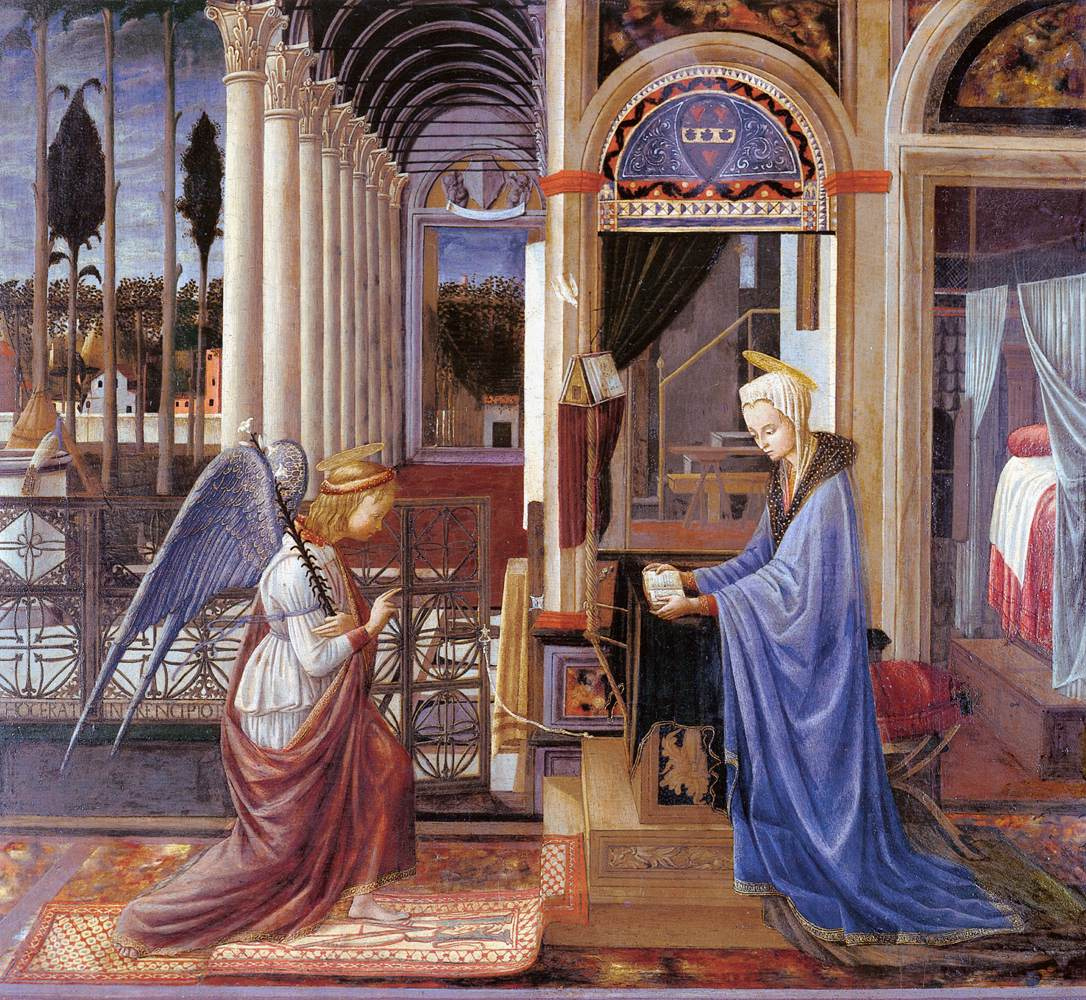
L'Annonciation, tempera sur bois, Alte Pinakothek, Munich.
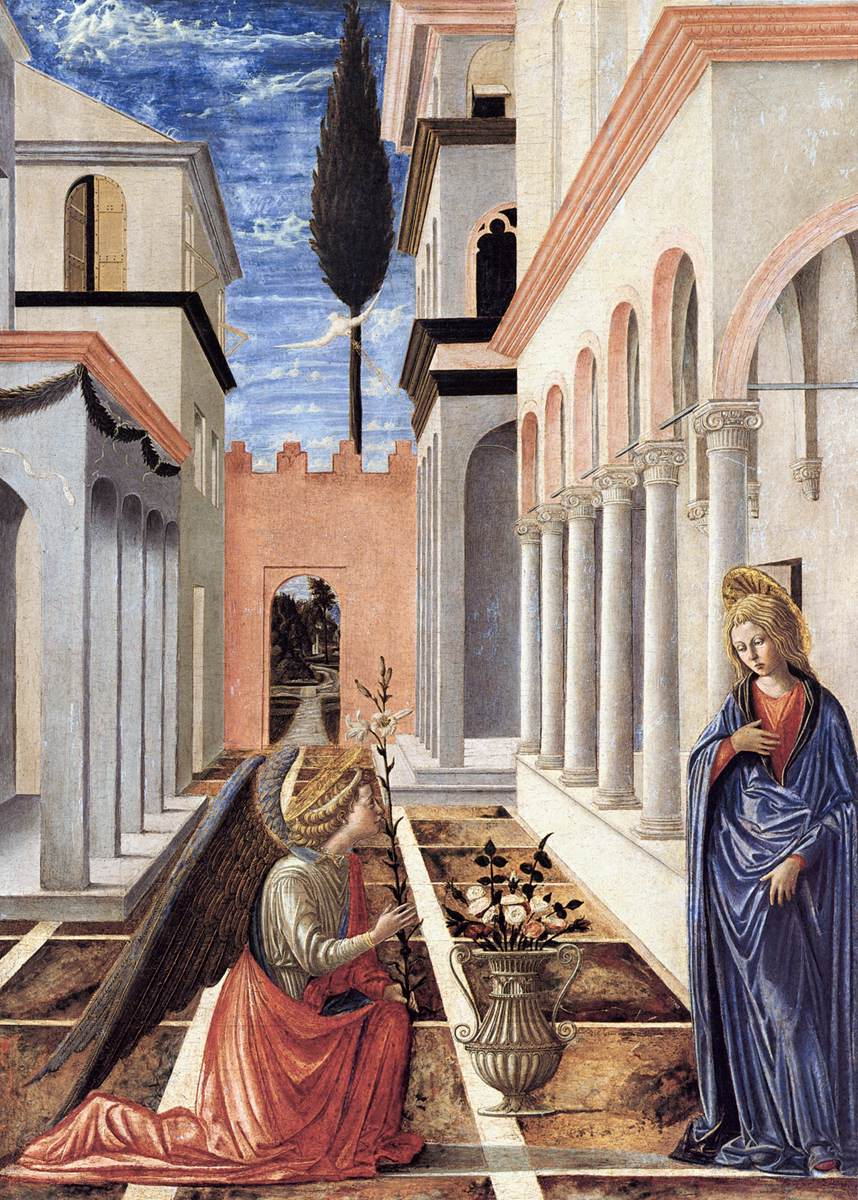
L'Annonciation, tempera et huile sur bois, vers 1448, National Gallery of Art, Washington.
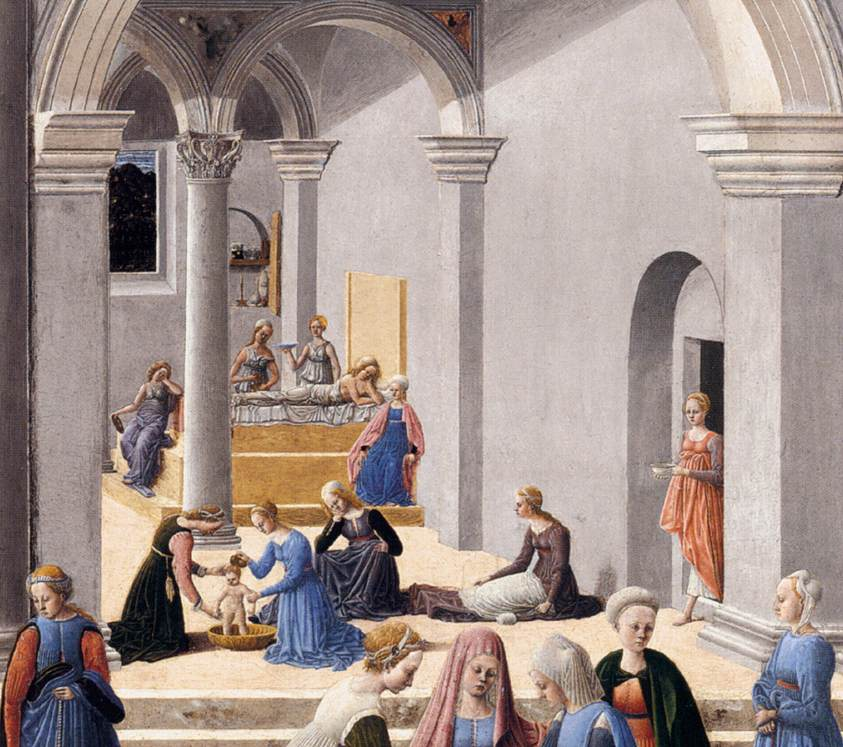
La Naissance de la Vierge, tempera et huile sur bois, 1467, Metropolitan Museum of Art, New York.

## Œuvres
- Naissance de la Vierge, Metropolitan Museum of Art, New York
- Présentation de la Vierge au Temple (vers 1467), Museum of Fine Arts, Boston[1]
- Annonciation, Alte Pinakothek, Munich
- Saint Jean Baptiste, vers 1448, Musée Condé, Chantilly
- La Vierge entre six anges et deux saints, vers 1440, musée Condé, Chantilly
- Panneaux d'un polyptyque démembré (smembrato) et dispersé :
  - San Pietro, Pinacothèque de Brera, Milan
  - San Francesco, Pinacothèque Ambrosienne, Milan
  - San Giovanni Battista, Museo della Santa Casa, Loreto
  - Crocefisso, Galleria Nazionale delle Marche, Urbino

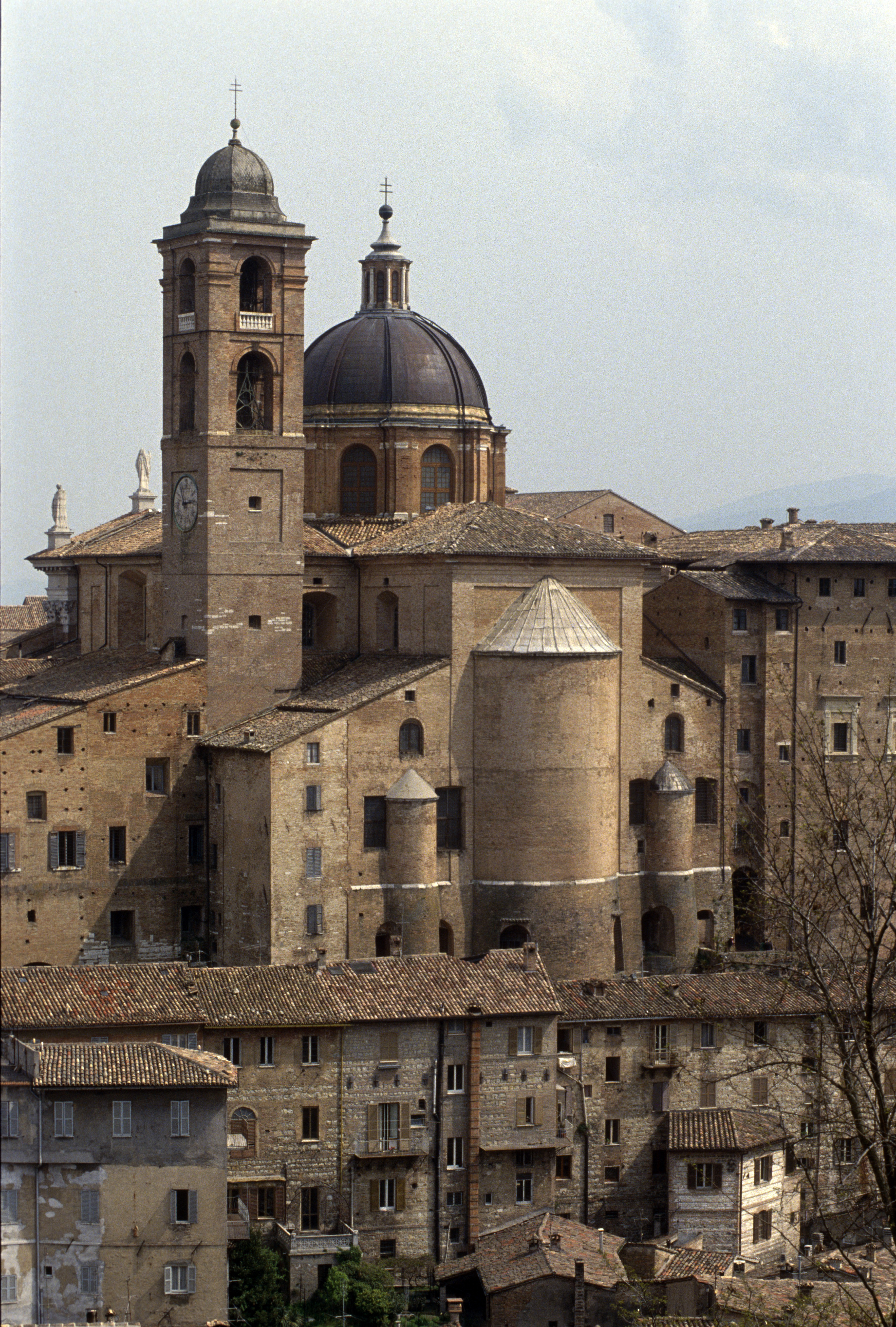
Duomo de Urbino.

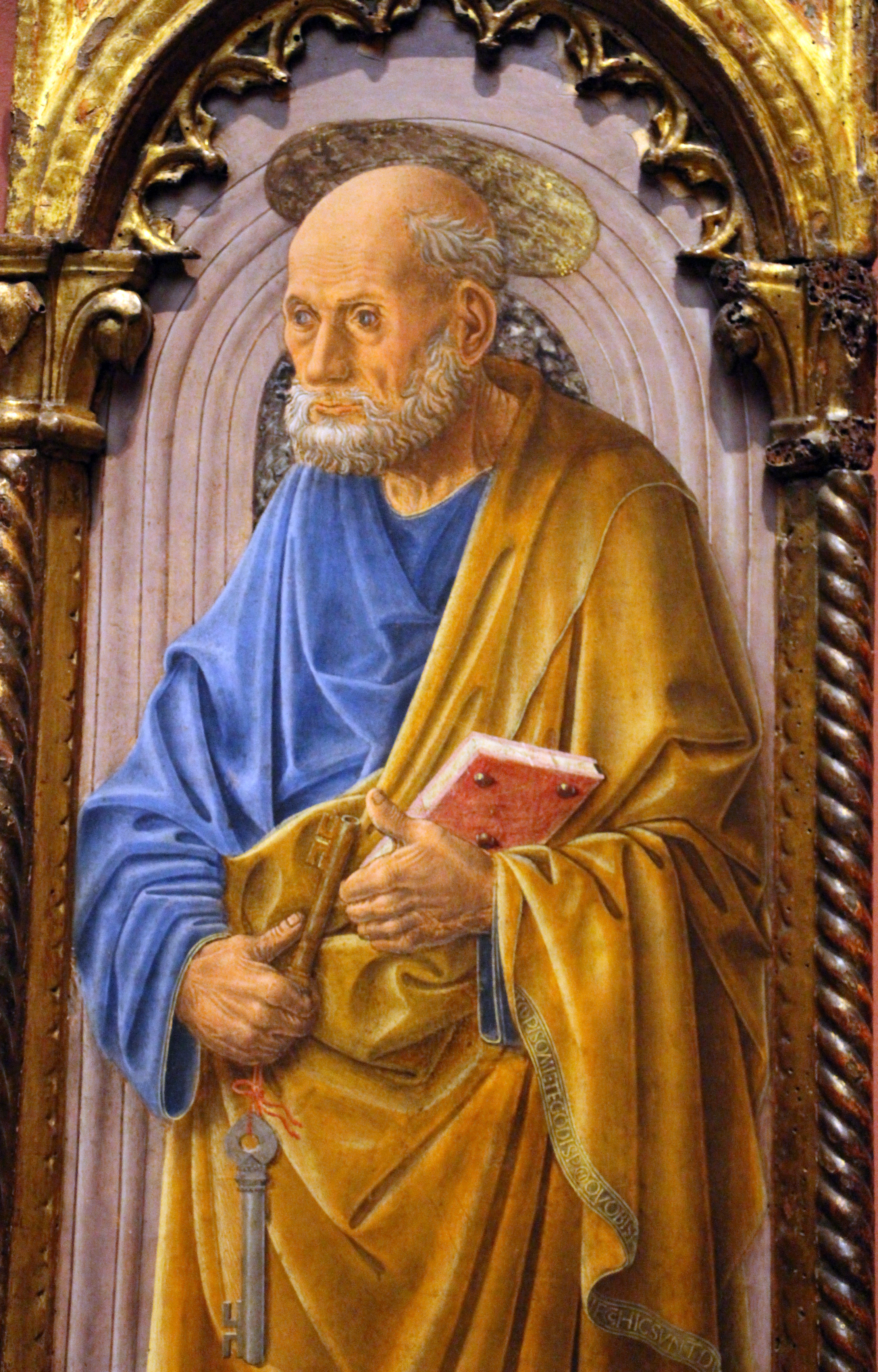
saint Pierre, 1460/1465, Pinacothèque de Brera, Milan

Le problème des panneaux Barberini
Pour les deux tableaux de New York et de Boston, Federico Zeri a proposé de les attribuer à un  maître anonyme dit Maître des panneaux Barberini dans un écrit de 1961, repris ensuite par de nombreuses revues d'art comme, en 2002, la Garzantina. Cependant la majorité des historiens d'art y reconnaissent les panneaux d'un retable peint par Fra Carnevale pour l'église Santa Maria della Bella d'Urbino.
La composition des deux panneaux est très inhabituelle, mêlant aux thèmes proprement religieux des références mythologiques et des scènes de la vie profane, dans l'ambiance raffinée de la cour ducale. En particulier, le panneau dit de La présentation de la Vierge au Temple s'écarte en de nombreux points de l'iconographie conventionnelle et son sujet pourrait être tout autre, en lien avec la vocation médicale d'une chapelle d'hôpital.
Par ailleurs, la célèbre Cité idéale conservée à Urbino lui a été parfois attribuée.